# EMER K-1突擊步槍
EMER K-1是一款緬甸自行研製的5.56×45毫米口徑犢牛式突擊步槍。

## 歷史
由於緬甸長期遭到聯合國和美國的武器禁運，故緬甸軍隊的武器至今仍未達到現代化標準。
為了令軍隊的武器達成現代化，緬甸曾經少量訂購中華人民共和國的97式自動步槍（QBZ-97）以作評估用途，但並未能夠進一步購買更多的步槍，據指是中國當局拒絕了其對97式的訂單。
於是緬甸本土的工程師便試著以留在國內的97式作藍本來設計一款新的步槍，並稍作修改，又從新加坡購買了製作武器用的機器來生產這種武器，後來他們把這種武器命名為EMER K-1。

## 設計
EMER K-1發射5.56×45毫米北約彈，並以30發STANAG彈匣供彈。
EMER K-1全槍為犢牛式佈置，其內部結構與奧地利斯泰爾AUG突擊步槍相似，但外型則更像英國的SA80，並附有類似於M16的前準星。

## 採用
目前EMER K-1有限地被緬甸軍隊和警察少量採用，但基於此槍經常卡彈和發生故障，所以並不受到軍隊和警察的青睞。

## 使用國
- 緬甸

## 另見
- SA80
- 95式

## 外部連結
- 緬甸製槍械的資料